# Jan Strządała

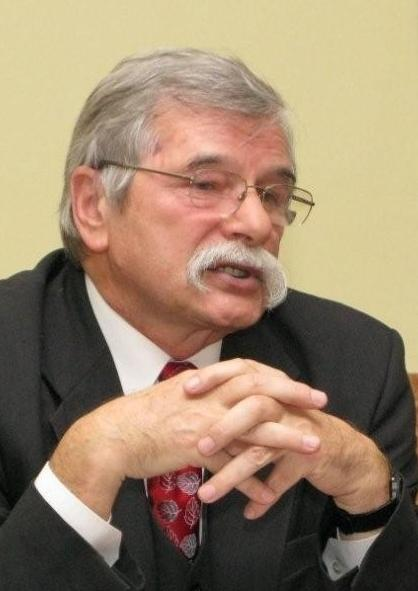
Jan Strządała

Jan Strządała (* 4. Februar 1945 in Wisła) ist ein polnischer Lyriker und Organisator.

## Leben
Jan Strządała studierte 1961–1967 an der Fakultät für Medizin an der Medizinischen Akademie Łódź. Während Studienunterbrechungen begann er, literarisch tätig zu werden und arbeitete in verschiedenen Berufen. 1969 debütierte er als Lyriker mit dem Band „Przegrany semestr“ unter dem Pseudonym John Strehl.
Über 70 eigenständige Publikationen (Gedichte, Essays) erschienen in zahlreichen Kulturzeitschriften sowie im Polnischen Rundfunk und Fernsehen. Verschiedene Texte wurden vertont, u. a. von Ewa Szydło. Jan Strządała ist Ehrenmitglied der Polish-American Poets Academy, Inc. in Wallington. Seine Lyrik wurde ins Russische, Deutsche, Tschechische, Englische, Italienische sowie ins Esperanto übersetzt. Texte des Lyrikers wurden Andreas Johannes Painta und Wiesław Trzeciakowski ins Deutsche übertragen und im Januar 2003 auf der Deutschen Welle gesendet. Jan Strządała war Teilnehmer am deutsch-polnischen Poetendampfer.

## Werke

### Lyrik
- Przegrany semestr, (pseud. Jan Strehl), PAX, Warszawa 1969.
- Słoneczna noc, Czytelnik, Warszawa 1983, ISBN 83-07-00859-X.
- Trudna galaktyka, Czytelnik, Warszawa 1988, ISBN 83-07-01872-2.
- Szept igły w otwartej żyle, Wyd. SPP, Katowice1993, ISBN 83-901251-1-0.
- Pochylone niebo, Wyd. Latona, Warszawa 1994, ISBN 83-85449-21-3.
- Nieobecna noc, Wyd. Baran & Suszczyński, Kraków1997, ISBN 83-85109-73-0.
- Naga sukienka, Wyd. Baran & Suszczyński, Kraków 2001, ISBN 83-88575-15-5.
- Tajemnica, Wyd. Miniatura, Kraków 2003, ISBN 83-7081-454-9.
- Światło i ciało, Wyd. Miniatura, Kraków 2004, ISBN 83-7081-550-2.
- Noc co noc, Wyd. Miniatura, Kraków 2005, ISBN 83-7081-787-4.
- Młode słowa, Wyd. Miniatura, Kraków 2007, ISBN 978-83-7081-826-5.
- Delikatne miejsce, Wyd. Unibook, 2009.
- CIEMNOOKA, (pseud. Dawid Glen), Hrsg. e-bookowo.pl 2010, ISBN 978-83-61184-75-1.
- CIEMNOOKA, (pseud. Dawid Glen), Wrocław 2010, wyd. II, ISBN 978-83-930391-0-4.
- Wiersze I, Hrsg. Biblioteka Śląska, Katowice 2012, ISBN 978-83-60209-81-3.
- Wiersze II, Hrsg. Biblioteka Śląska, Katowice 2012, ISBN 978-83-60209-80-6.
- PAMIĘĆ CIAŁA bawi się moim sercem, Gliwice 2014, ISBN 978-83-930391-1-1.
- KORALIKI, wyd. ARKA, Gliwice 2015, ISBN 978-83-930391-2-8.

### Gedichte in Anthologien
- Jaszczurowy laur, Kraków, 1980.
- I Gliwickie Konfrontacje Literackie, 1981.
- Łódzka Wiosna Poetów, Warszawa, 1985.
- Antologia liryki polskiej…, Wrocław, 1992.
- III Gliwickie Konfrontacje Literackie, Gliwice, 1995.
- 4 Meeting Internationale Di Poeti Ed Artisti Europei.
- ASS.d’Europa P.TOMAŻIC, Treviso, 1993, Italien.
- Różnorodność Inspiracji Kulturowych w Literaturze, Wyd. SPP, Katowice, 1995.
- Geny, Wyd. SPP, Katowice 1999.
- Między spojrzeniem a spojrzeniem – Antologia Wierszy POLISH AMERICAN POETS ACADEMY New Jersey 2013, USA.
- W łańcuchy zakute marzenia – Antologia Wierszy POLISH AMERICAN POETS ACADEMY NJ 2013, USA.
- Jaskółki brwi w pół uniesione – Antologia Wierszy POLISH AMERICAN POETS ACADEMY N J 2013, USA.

## Wichtigste Preise
- Kulturpreis des Stadtpräsidenten von Gleiwitz für sein lyrisches Schaffen, 1996 und 2005
- Spezialpreis der Solidarność für das Gesamtwerk, Region Nagroda Śląsko-Dąbrowskiego / specjalna Przewodniczącego Zarządu Regionu Śląsko-Dąbrowskiego NSZZ Solidarność, 1998
- Verdienstkreuz der Republik Polen, Warschau 2005, vom Präsidenten der Republik Polen
- Gloria-Artis-Medaille für kulturelle Verdienste (Bronze), Preis des polnischen Kulturministers, Warschau 2011
- Literary Excellence Award, Mai 2013, Polish American Poets Academy Wallington, USA, beim Wettbewerb Johannes Paul II.
- Literary Excellence Award, wrzesień 2013, Polish American Poets Academy Wallington, USA, Wettbewerb um das patriotische Gedicht

## Bibliografie
- Grupy Literackie w Polsce 1945-1980 – Hrsg. Wiedza Powszechna Warszawa 1993
- WOREYD ALMANACH 2000
- WHO IS WHO W POLSCE – 2002
- Five Thousand Personalities Of The World. Edition Six, Hrsg. The American Biographical Institute. 1998 USA
- Who’s Who 1999, Dictionary of international biography – The international authors and writers Hrsg. IBC Cambridge – Anglia.